# Tipula denali
Tipula denali är en tvåvingeart som beskrevs av Alexander 1969. Tipula denali ingår i släktet Tipula och familjen storharkrankar. Inga underarter finns listade i Catalogue of Life.